# Listă de fluvii din Africa

## ListafluviilordinAfrica

### Fluvii dinAfrica de Sud
Nil - Buffalo - Caledon - Great Fish - Great Kei River - Harts - Limpopo - Molopo - Nossob - Olifants - Orange - Sak - Sundays - Tugela - Vaal darabani jud botosani u.....

### Fluvii dinAngola
Chobe - Cuango - Cuanza - Cubango - Cuilo - Cuito - Cunene - Cuvo - Kasai - Linyanti - Longa - Lungué-Bungo - Okavango - Zambezi

### Fluvii dinBenin
Alibori - Alpouro - Coufo - Kara - Mekrou - Mono - Niger - Okpara - Ouémé - Pendjari - Sota - Tasine - Sou

### Fluvii dinBotswana
Boteli - Eizeb - Limpopo - Linyanti - Lotsane - Marico - Molopo - Moselebe - Motloutse - Nata - Ngamaseri - Ngotvage - Nosop - Okavango - Okva - Shashe - Xaudum

### Fluvii dinBurkina Faso
Bougouriba - Comoé - Koulpégo - Pendjari - Sisili - Volta Albă (Nakambé) - Volta Neagră (Mouhoun) - Volta Roșie (Nazinon)

### Fluvii dinBurundi
Kanyaru - Moyovosi - Rumpungu - Ruzizi - Ruvironza (Izvorul Nilului) - Ruvubu

### Fluvii dinCamerun
Bénoué - Cross - Dja - Donga - Kabia - Kadei - Logome - Lom - Mbam - Mbéré - Ngoko - Noun - Nyong - Ntem - Sanaga - Sangha - Wouri

### Fluvii dinRepublica Centrafricană
Aoukalé - Bahr Aouk - Bahr Kameur - Bahr Oulou - Bahr Sara - Bamingui - Boumbé II - Chinko - Gribingui - Kadéï - Kotto - Lobaye - Mambéré - Mbomou - Mpoko - Ouaka - Ouarra - Ubangi - Ouham - Pendé - Sangha

### Fluvii dinCiad
Bahr Aouk - Bahr Karibé - Batha - Chari - Logone

### Fluvii dinCoasta de Fildeș
Agnéby - Bafing - Bagoé - Bandama Albă - Bandama Roșie - Baoulé - Bayakokoré - Bia - - Bou - Boubo - Cavalla - Cavally - Davo - Iringou - Kan - Komoé - Kornoé - Léraba Occidentală - Lobo - Mahandiabani - Nuon (râu) - Nzi - Nzo - Sassandra - Solomougou - Tain - Tano - Tienba - Volta Neagră (Mouhoun)

### Fluvii dinCongo
Alima - Ayina - Djoua - Djoué - Congo - Kouilou - Lékéti - Lengoué - Lètini - Likouala - Likouala aux Herbes - Louessé - Ngoko - Niari - Nyanga - Ubangi - Sangha

### Fluvii dinRepublica Democrată Congo
Aruwimi - Congo - Cuango - Fimi - Kasai - Kibali - Kwilu - Lomami - Lomela - Lopori - Lualaba - Luapula - Lubilash - Luilaka - Lukenie - Lukuga - Lulonga - Lulua - Luvua - Bomu - Mongala - Sankuru - Tshuapa - Ubangi (Oubangi) - Uele - Ulindi

### Fluvii dinDjibouti
Esalou - Ouâhayyi - Sadai

### Fluvii dinEgipt
Nil

### Fluvii dinEritreea
Anseba Shet' - Baraka - Falkat - Gash - Med-Ere - Mereb - Tekezé

### Fluvii dinGabon
Ayina - Como - Djouab - Ivindo - Kom - Ngounié - Nyanga - Ogooué - Okano - Woleu

### Fluvii dinGambia
Gambia

### Fluvii dinGhana
Afram - Ankobra - Anum - Bia - Birim - Daka - Kulpawn - Olin - Oti - Pra - Sisili - Tain - Tano - Todzie - Volta - Volta Albă - Volta Neagră -Volta Roșie

### Fluvii dinGuineea
Bafing - Bakoye - Cavally - Diani - Fatala - Gambia - Kogon - Kolenté - Konkouré - Milo - Mongo - Niandan - Niger - Saint Paul - Sankarani - Tinguilinta - Tinkisso - Tominé

### Fluvii dinGuineea-Bissau
Farim - Río Corubal - Río Gêba - Rio de Canjambari

### Fluvii dinKenya
Athi - Daua - Ewaso Ngiro - Galana - Kerjo - Lak Bor - Lak Dera - Mara - Milgis - Nzoja - Tana - Tsavo - Turkwel

### Fluvii dinLesotho
Caledon - Linakeng - Khubelu - Little Caledon - Makhaleng - Malibamatso - Matsoku - Mohokare - Mokhotlong - Senqu (Orange) - Senqunyana - Tselike

### Fluvii dinLiberia
Cavalla (Cavally) - Cess (Cestos) - Dube (Duobe) - Dugbe - Gbeya - Grand Cess - Gwen Creek - Lawa - Lofa - Magowi - Makona - Mani - Mano - Morro - Nianda - Nuon - Saint Paul - Saint John - Sino - Timbo - Via

### Fluvii dinMadagascar
Betsiboka - Ikopa - Mahajamba - Mana - Mangoky - Onilahy - Tsiribihina

### Fluvii dinMalawi
Dwangwa - Lilongwe - Rukuru de Nord - Rukuru de Sud - Shire - Songwe

### Fluvii dinMali
Babulé - Bafing - Bagoé - Bani - Baoulé - Niger

### Fluvii dinMaroc
Bou-Regreg - Dades - Drâa - Loukkos - Moulouya - Oum er Rbia - Sebou - Sous - Tensift - Ziz

### Fluvii dinMauritania
Senegal

### Fluvii dinMauritius
Baie du Cap - Grande Rivière du Sud - Grand Riviére Noire - River Citrons - River des Creoles - River des Galets - River du Poste - River La Chaux - River Tamarin - Riviére du Poste du Flacq - Riviére du Rempart

### Fluvii dinMozambic
Búzi - Changane - Licungo - Ligonha - Limpopo - Lugenda - Lurio - Messalo - Púngoè - Revue - Rovuma - Save - Zambezi

### Fluvii dinNamibia
Cuando - Cunene – Kuiseb - Orange – Okavango - Fish River - Zambezi

### Fluvii dinNiger
Kamdougou Yobé - Niger

### Fluvii dinNigeria
Benue - Bunga - Cross - Gongola - Hadejia - Kaduna - Komadugu Gana - Komadugu Yobe - Niger - Ogun - Osun - Sokoto - Taraba

### Fluvii dinRwanda
Akagera - Kanyaru - Moyowosi - Mukinga - Mukungwa - Muragarazi - Muvumba - Mwogo - Nyabarongo - Rumpungu - Ruzizi - Ruvironza (izvorul Nilului) - Ruvubu

### Fluvii dinSenegal
Casamance - Falémé - Gambia - Kayanga - Koulountou - Nien Ko - Saloum - Sandougou - Senegal - Soungrougrou - Tiangol Lougguéré - Ferlo - Mboune

### Fluvii dinSierra Leone
Bagbe - Jong - Kaba - Kittam - Kolenté - Mahoi - Mano - Meli - Moa - Mongo - Moro - Pampana - Rokel - Sewa - Taia - Waanje

### Fluvii dinSomalia
Juba - Shebeli

### Fluvii dinSudan
Atbara - Bahr al-Arab - Bahr ez Zaraf - Dinder - Bahr al-Ghazal - Jur - Kangen - Lol - Lotilla - Nil - Pibor - Pongo - Sobat

### Fluvii dinSwaziland
Komati - Lusushwana - Lusutfu - Mbuluzane - Mbuluzi - Mgwavuma - Mkondvo - Mzimphofu - Ngwempisi - Miumati - Nyetane

### Fluvii dinTanzania
Igombe - Kagera - Kilombero - Kinyasungwe - Kisigo - Luwegu - Malagarasi - Mara - Mbwemburu - Moyowosi - Njombe - Pangani - Ruaha - Rufiji - Rungwa - Ruvu - Rovuma - Ugalla - Wami - Wembere

### Fluvii dinTogo
Amou - Anié - Kara - Koufla - Koumongou - Mono - Ogou - Oti - Sio - Todzie

### Fluvii dinTunisia
Medjerda - Zeroud

### Fluvii dinUganda
Achwa - Kafe - Katonga - Lugogo - Kagera - Nilul Albert - Nkusi - Okere - Okok - Ora - Pager - Semliki

### Fluvii dinZambia
Chambeshi - Dongwe - Kabompo - Kafue - Kalomo - Kalungwishi - Lalafuta - Luangwa - Luapula - Lufubu - Lunga - Lungwebung - Lunsemfwa - Luswishi - Machili - Mwafwe - Zambezi

### Fluvii dinZimbabwe
Buzi - Gwayi - Humyani - Limpopo - Manisi - Mazoe - Mupfure - Munyati - Nata - Pungue - Runde - Sanyati - Save - Sengwa - Shangani - Shashe - Umzingwani - Zambezi